# Reprezentacja Indii w piłce siatkowej kobiet
Reprezentacja Indii w piłce siatkowej kobiet to narodowa reprezentacja tego kraju, reprezentująca go na arenie międzynarodowej.

## Udział i miejsca w imprezach

### Mistrzostwa świata
| Rok  | Kraj           | Miejsce      |
| ---- | -------------- | ------------ |
| 1952 | ZSRR           | 8. miejsce   |
| 1956 | Francja        | brak udziału |
| 1960 | Brazylia       | brak udziału |
| 1962 | ZSRR           | brak udziału |
| 1967 | Japonia        | brak udziału |
| 1970 | Bułgaria       | brak udziału |
| 1974 | Meksyk         | brak udziału |
| 1978 | ZSRR           | brak udziału |
| 1982 | Peru           | brak udziału |
| 1986 | Czechosłowacja | brak udziału |
| 1990 | Chiny          | brak udziału |
| 1994 | Brazylia       | brak udziału |
| 1998 | Japonia        | brak udziału |
| 2002 | Niemcy         | brak udziału |
| 2006 | Japonia        | brak udziału |
| 2010 | Japonia        | brak udziału |
| 2014 | Włochy         | ?            |

### Mistrzostwa Azji
| Rok  | Kraj      | Miejsce      |
| ---- | --------- | ------------ |
| 1975 | Australia | brak udziału |
| 1979 | Chiny     | 7. miejsce   |
| 1983 | Japonia   | brak udziału |
| 1987 | Chiny     | brak udziału |
| 1989 | Hongkong  | brak udziału |
| 1991 | Tajlandia | 14. miejsce  |
| 1993 | Chiny     | brak udziału |
| 1995 | Tajlandia | brak udziału |
| 1997 | Filipiny  | brak udziału |
| 1999 | Hongkong  | brak udziału |
| 2001 | Tajlandia | brak udziału |
| 2003 | Wietnam   | brak udziału |
| 2005 | Chiny     | 11. miejsce  |
| 2007 | Tajlandia | brak udziału |
| 2009 | Wietnam   | 11. miejsce  |

### Igrzyska Azjatyckie
| Rok  | Miasto     | Miejsce      |
| ---- | ---------- | ------------ |
| 1962 | Dżakarta   | brak udziału |
| 1966 | Bangkok    | brak udziału |
| 1970 | Bangkok    | brak udziału |
| 1974 | Teheran    | brak udziału |
| 1978 | Bangkok    | brak udziału |
| 1982 | Nowe Delhi | 6. miejsce   |
| 1986 | Seul       | brak udziału |
| 1990 | Pekin      | brak udziału |
| 1994 | Hiroszima  | brak udziału |
| 1998 | Bangkok    | brak udziału |
| 2002 | Pusan      | brak udziału |
| 2006 | Doha       | brak udziału |
| 2010 | Kanton     | 9. miejsce   |
| 2014 | Inczon     | ?            |